# Say Something (Kylie Minogue-dal)
A Say Something című dal az ausztrál énekesnő Kylie Minogue első kimásolt kislemeze tizenötödik Disco című stúdióalbumáról. A dal 2020. július 23-án jelent meg Minogue cége, a Darenote és a BMG Rights Management kiadásában. Mind digitálisan és fizikai hanghordozón is megjelent. Minogue a dalt Ash Howes-szal, Jonathan Green-nel közösen írta a dalt, mely elég hosszúra sikeredett, mire elkészültek vele. A produceri munkálatokat Richard „Biffco” Stannard és Jon Green látták el. Zeneileg ez egy diszkó ihletésű dal, dance-pop, és elektro-pop, valamint szintipop elemekkel. A Covid19-pandémia és a bezárások által ihletett dal szövegei a szerelem és az egységre való felhívás témáit dolgozzák fel.
A „Say Something” című dalt a zenekritikusok széles körben elismerték a produkciós minősége és általános hangzása, valamint a dalszerzője miatt. Ezenkívül sok kritikus a dalt Minogue legjobb művének tartotta, és bekerült „Az Év Dala” kategóriába a 2021-es APRA Music Awardson. A dal mérsékelt kereskedelmi sikert aratott. Belgiumban, Horvátországban, Magyarországon, az Egyesült Királyságban, az Egyesült Államokban, valamint Ausztráliában, Új-Zélandon, és Európa szerte a komponenslistákon szerepelt. A dal Brazíliában arany minősítést kapott a Pro-Música Brasil cégtől, miután elérte a 20 000 eladott példányszámot.
A dalhoz készült klipet Sophie Muller brit filmrendező készítette Londonban, ahol Minogue-t az űrben ábrázolja, amint egy aranyló szobron lovagol, miközben betartja a Covid19-pandémia által megszabott társadalmi távolságtartási intézkedéseket. Minogue a dalt tovább népszerűsítette azáltal, hogy számos televíziós műsorban előadta, köztük a The Tonight Show Starring Jimmy Fallon és a Good Morning America műsorban, illetve az Infinite Disco egyszeri különleges élő közvetítés műsorának setlistáján és egy élő fellépésen is.

## A dal születése
Minogue 2019-ben kezdett új dalon dolgozni, miután befejezte tizennegyedik stúdióalbuma a Golden (2018) promócióját, és az azt követő turnét. A turné során a diszkó esztétika és a Studio 54 által befolyásolt szegmens ihlette meg, és rájött, hogy kreatív iránya az lesz, hogy „egyenesen vissza megy a táncparkettre” egy diszkó témájú albummal. Minogue már a szerzői folyamat elején elkezdett új dalokat írni régi munkatársaival Ash Howes-szal, Jonathan Greennel, és Richard „Biffco” Stannarddal. A Covid19-pandémia és a széles körben elterjedt bezárások miatt azonban a közös munkát felfüggesztették. A zárások miatt Minogue távolról dolgozott londoni otthonától, különféle programokkal és eszközökkel kísérletezett, mint például a Logic Pro és a GarageBand.
Minogue Ash Howes-szal, Jonathan Green-nel és Stannarddal közösen írta a „Say Something”-t, és ez volt az egyik első dal, amelyet a Disco című +stúdióalbumra rögzítettek. Minogue szerint a dallal kapcsolatos együttműködési erőfeszítések „leestek az égből” miután kísérleteztek bizonyos ütemekkel, Hows, Green, és Stannard az énekhangot próbálta rögzíteni a mikrofonba. A dalt az angliai Brightonban vették fel, Dick Beetham hangmérnökkel, Louis Lion pedig a programozásban segédkezett. Minogue további tervezési és vokális produkciót nyújtott, míg Duck Blackwell a dalt keverte.

## Összetétel
A „Say Something” egy három perc 32 másodpeerces diszkó ihletésű dal, olyan elektronikus táncelemekkel, mint a dance-pop, az elektropop, és a szintipop. Hangszeresen a dal „vastag” szintetizátor hangokat, és dobot tartalmaz. A dalban szerepel továbbá egy funk gitár és egy kórusszekció is, melyet a House Gospel Choir biztosít. Robbin Murray a Clash-ből a dal hangzását a svéd énekesnő Robyn „Honey” című dalához hasonlította, és azt írta, hogy „ismét a bugyborékoló elektronikára támaszkodik, és ez emlékezteti Robyn „Honey” című dalának digipop hangzására”. A Disco album elemzése közben a The Guardian szerkesztője, Michael Cragg úgy érezte, hogy a „Magic” című dalt és az album dalait az 1970-es évek és 1980-as évek diszkója ihlette "pusztított staccato húrokkal, hajlékony ritmusgitárral, és aranyozott refrénekkel..".
Helen Brown a The Independent-től azt írta, hogy „a „Say Something” minden lüktető intergalaktikus szintetizátort, és bódító vokált tartalmaz homályos gitárriffekkel”, míg Nick Levine az NME-től a dalt „kozmikus lassú égésű Bowie-szerű gitárnyalásokkal teli dalnak jellemezte”. Katherine St. Asaph Pitchfork Media-tól úgy vélte, hogy a dal a legkevésbé "diszkó" ihletésű az albumon, és azt írta továbbá, hogy "nincs igazi refrénje a dalnak, egyáltalán nincs szerkezete sem". Sal Cinquemani a Slant Magazine-tól azt írta, hogy ez egy „középtempós szinti-pop dal” mely hasonló Minogue korábbi „All the Lovers” és „Into the Blue” című dalaihoz. Úgy írja le a dalt, mint egy megtévesztő bevezetést az album hangzásához.
A dal szövegét a Covid19 zárlat hatásai ihlették, a szerelem és az egység témáival. Minogue kijelentette, hogy a dalszövegek „minden örök szerelemre való törekvésünkről” szólnak, és „valami vagy valakik keveredéséről”. A dalszöveg: „Love is love / It never ends / Can we all be as one again?” („A szerelem szerelem / Soha nem ér véget / Lehetünk újra mindannyian egyek”) példaként szolgálnak ehhez a témához. A Rolling Stone szerkesztője, Claire Shaffer megismételte a dal Covid-19 idején gyakorolt hatását, és kijelentette, hogy „megfelelőnek tűnik a karantén napjainkra”. Hasonlóképen vélekedett Katie Bain is, a Billboard munkatársa, aki azt írta, hogy a „dalban Minogue fején találta az aktuális szöget”, míg Joshua Martin az MTV News-től az „egységre való felhívásként” írta le.

## Megjelenések
Két nappal az első megjelenés előtt a média és a publikációk beszámoltak Minogue munkájáról a "Disco" című stúdióalbumról, hogy a "Say Something" című dal hamarosan megjelenik. Minogue 2020. július 22-én jelentette be a "Say Something" és a Disco album megjelenését a közösségi médián keresztül, és elmondta, hogy a dal már másnap elérhető lesz. Ez volt az album vezető kislemeze a BMG és Minogue cége a Darenote közös kiadásában, mely először digitálisan volt elérhető. A dal akusztikus változata egy hónappal később, augusztusban jelent meg. A dalt a BMG és az amerikai S-Curve kiadó megjelentette az Egyesült Államokban, hogy az egész ország rádióállomásain hallható legyen.
Tíz nappal a megjelenés után a Syn Cole remix jelent meg a digitális és streaming platformokon, októberben pedig az Apple Music at Home Sessions részeként felvették a második akusztikus verziót is, amelyen az Apple Musicon keresztül terjesztették. November 6-án kizárólag Minogue webáruházán keresztül lehetett hozzájutni a 7 inches kislemezhez, melyen a dal eredeti verziója és az első akuszrikus változat is megtalálható. A kislemez borítóját a Studio Moross készítette, mely Minogue ajkát ábrázolja közelről.

## Kritikák
A "Say Something" széles körű elismerést kapott a zenekritikusoktól. Neil Z. Young (Allmusic) a "Disco" című album egyik legjobb dalának választotta, mondván, "nemcsak a Disco csúcsa, hanem Minogue egyik legjobb dala is a mai napig". Young később "elragadtató himnuszként" emlegette. Helen Brown az Independent munkatársa hasonlóképpen gondolta, és az album legjobb dalának nevezte. A Pitchfork szerkesztője, Katherine St. Asaph az album egyik "legerősebb" dalának nevezte, és azt írta: "Bőséges hely maradt Kylie számára, hogy felfelé ívelhessen, mint rakéta-kipufogó sóhajok, levegős kórusok".
A Clash szerkesztője, Lisa Wright elmondta, hogy a dal "csillogó reklámként bugyborékol egy all-inclusive tengerparti nyaraláshoz", míg a The Guardian munkatársa, Michael Gragg "felfokozott érzelmekkel teli, szívből jövő falazatként" jellemezte. A dallal kapcsolatban a Covid-19 világjárványra gyakorolt hatást, Nick Levine, az NME-től úgy jellemezte, hogy "elegáns bólintás a pandémia ennuira". A Slant magazin írója, Saw Cinquemani dicsérte a dalt, úgy vélte, hogy "jobban működik egy pillanatnyi pihenőként az egyébként frenetikus diszkókban". Mike Wass az Idolatortól a Scissor Sistershez és a St. Vincent zenéihez hasonlította a dalt, dicsérve annak fenséges, szerotoninemelő kórusát.
Jem Aswad a Variety szerkesztője a "Say Something" című dalt a "közelmúlt legjobb diszkó dalának" nevezte, ellenállhatatlan refrénnel, vezetési ritmussal, és talán nem szándékos releváns szövegekkel. Az Entertainment Weekly szerkesztője, Joey Nolfi "tükörgolyó-himnusz"-nak nevezte, és úgy jellemezte a dalt, mint egy ódát, az emberi kapcsolatok utáni vágyhoz a sötét időkben, mely egy költői meglepően mély előrelépés Minogue számára. Kate Solomon a The Guardian munkatársa úgy jellemezte a dalt, mint egy "kvázi-diszkó-bop"-ot, kissé szacharisztikusan a karantén utáni hangulattal, melyet Minogue tökéletesen hordoz. A "Say Something" a 95. helyre került a Billboard 2020. évének 100 legjobb dala listáján, valamit bekerült az év dala kategóriájába a 2021-es APRA Music Díjkiosztón is.

## Kereskedelmi teljesítmények
A "Say Something" közepes teljesítményt nyújtott a megjelenés után. A dal nem jelent meg Ausztráliában az ARIA slágerlistáján, de két másik listán igen. A Radiomonitor adásvételi lista 15. helyén, és Billboard digital listán az 5. helyen. Új-Zélandon a dal egy hétig volt helyezett a 40. helyen. Belgiumban a Flandria listán a 14. A Vallónia listán a 35. helyen érte el a csúcsot a Bubbling Under listán. Horvátországban a 67. helyezett volt a dal, míg Magyarországon a Single Top 40-es lista 15. helyéig jutott. a Billboard által biztosított Euro Digital Songs eladási listán a 17. helyet érte el.
Az Egyesült Királyság kislemezlistáján a 82. helyen debütált, majd az 56. helyen érte el a csúcsot. A Download kislemezlistán a 9. helyezett volt, és a 11. a Single Sales listán. Az Official Charts Company szerint a "Say Something" lett a legnagyobb sláger az Egyesült Királyságban a Get Outta My Way óta, és 2021 februárjáig 75.555 darabot adtak el az országban. Az Egyesült Államokban a Dance/Electronic Digital Songs listán a 3. helyen debütált. A Luminate (korábban Neilsen/MRC) szerint a dalt 429.000 stream és 3.000 letöltés jellemezte az Egyesült Államokban az első héten.

## Videoklip
A "Say Something" videoklipjét Sophie Muller brit filmrendező rendezte. A klipet a londoni Black Island Stúdióban forgatták a Covid-19 világjárvány miatti társadalmi távolságtartás időszakában. Ennek eredményeként a videóban csak Minogue és a táncos Kaner Flex szeerepel. Minogue necces macskaruháját és fekete-fehér ruháját Ed Marler, a kristályhálós bodyt pedig a Gucci tervezte. Ez utóbbi jelmezt Marisa Berenson fényképe ihlette, amelyet Minogue és Muller találtak ki a Studo 54 kutatása közben.
A videó általános témáját a diszkó esztétika ihlette, amely a stúdióalbumra is átkerült. Az "intergalaktikus" videót, amely Minogue-t az űrkorszak hollywoodi színésznőjeként mutatja be, a 70-es évek pszichodéliája és a Nagy Gatsby (1925) ihlette. Az énekesnő az univerzumban utazik, miközben egy aranyló szoborra ülve lézerrel lövöldöz, és egy légpárnás járműben repül. A kulisszák mögötti videót feltöltötték Minogue YouTube csatornájára is.

## Promóció
A "Say Something" című dalt a brit Channel 4 F1 című műsorának outrójaként használták a 2020-as Formula–1 spanyol nagydíjon, valamint szerepelt a Netflix Never Have I Ever című televíziós sorozatban is. Ezenkívül Minogue számos televíziós show-ban előadta a dalt. Először 2020. szeptember 17-én a Jimmy Fallon The Tonight Show című műsorban. A Billboard szerint az előadást távolról vették fel, és a BBC News televíziós kamerával rögzítették, mely a 80-as évekből származik, így vintage VHS szalagszűrő esztétikát kölcsönöz neki. 2020. szeptember 19-én Minogue a dal akusztikus változatát adta elő az I Love Beirut jótékonysági rendezvényen, amelyet Mika libanoni-angol énekes szervezett a 2020-as bejrúti robbanás áldozatainak javára.
November 1-én a The Sound egy előadást sugárzott a közelgő Infinite Disco című különleges koncertből. November 6-án a The Zoe Ball Breakfast Showban, és a Good Morning America-ban is feltűnt a dal. November 7-én a The House Gospel kórus tagjaival adta elő a dalt az Infinite Disco című élő előadáson. Ez a verzió szerepelt a koncert élő kiadványán is és DVD-n is valamint a "Disco: Guest List Edition" (2021) változatán is.

## Formátumok és számlista
| Digitális letöltés/ streaming 1. "Say Something" – 3:32 Digitális letöltés / streaming – acoustic version 1. "Say Something" (acoustic) – 3:15 2. "Say Something" – 3:32 | Digitális letöltés / streaming – Syn Cole remix 1. "Say Something" (Syn Cole remix) – 3:00 7-inch kislemez 1. "Say Something" – 3:32 2. "Say Something" (acoustic) – 3:15 Egyéb verziók - F9 Club Mix - 6:34 - F9 Remix - 3:38 |

## Slágerlista
| Slágerlista (2020)                        | Legjobb helyezések |
| ----------------------------------------- | ------------------ |
| Australia Airplay (Radiomonitor)          | 15                 |
| Australia Digital Song Sales (Billboard)  | 5                  |
| Belgium (Ultratip Flanders)               | 14                 |
| Belgium (Ultratip Wallonia)               | 35                 |
| Croatia (HRT)                             | 67                 |
| Euro Digital Song Sales (Billboard)       | 17                 |
| Magyarország (Single Top 40)              | 15                 |
| New Zealand Hot Singles (RMNZ)            | 40                 |
| Skócia (Scottish Singles Top 40)          | 3                  |
| Egyesült Királyság (UK Singles Chart)     | 56                 |
| Egyesült Királyság (UK Indie Chart)       | 8                  |
| US Dance/Mix Show Airplay (Billboard)     | 35                 |
| US Hot Dance/Electronic Songs (Billboard) | 18                 |

## Minősítések
| Régió                                                            | Minősítés | Eladott példányszám |
| ---------------------------------------------------------------- | --------- | ------------------- |
| Brazília (Pro-Música Brasil)                                     | arany     | 20 000‡             |
| ‡ Eladási+streaming példányszámok kizárólag a minősítés alapján. |           |                     |

## Megjelenések
| Ország           | Dátum                | Formátum(ok)                   | Verzió                       | Label(s)     |  |
| ---------------- | -------------------- | ------------------------------ | ---------------------------- | ------------ |  |
| Különböző        | 2020. július 23.     | Digitális letöltés · Streaming | Original                     | BMG Darenote |  |
| Különböző        | 2020. augusztus 14.  | Digitális letöltés · Streaming | Acoustic                     | BMG Darenote |  |
| Egyesült Államok | 2020. szeptember 1.  | Dance radio                    | Original                     | BMG S-Curve  |  |
| Különböző        | 2020. szeptember 11. | Digitális letöltés · Streaming | Syn Cole remix               | BMG Darenote |  |
| Különböző        | 2020. október 30.    | Digitális letöltés · Streaming | Apple Music at Home Sessions | BMG Darenote |  |
| Különböző        | 2020. november 6.    | 7"                             | Original acoustic            | BMG Darenote |  |